# Tragedia aeriană de la Superga
Tragedia aeriană de la Superga este un accident aviatic care a avut loc miercuri, 4 mai 1949, atunci când un avion care transporta aproape întreaga echipă de fotbal Torino A.C., cunoscută sub numele de Il Grande Torino, s-a prăbușit pe dealul Superga de lângă Torino, ucigând pe toate cele 31 de persoane de la bord, printre care se numărau cei 18 jucători, oficialii clubului, jurnaliștii care însoțeau echipa și echipajul avionului. Echipa se întorcea de la un meci de adio pentru Xico Ferreira jucat împotriva clubului Benfica la Lisabona.

## Accidentul
Aeronava Fiat G212CP (cu trei motoare) a companiei Avio Linee Italiane (Italian Airlines), care transporta echipa de fotbal, a decolat de la Lisabona la 09:52. Comandantul aeronavei era locotenent-colonelul Pierluigi Meroni. Avionul a făcut o oprire pentru a realimenta la Barcelona la 13:15. În timpul opririi, echipa Torino a servit masa de prânz și s-a întâlnit cu echipa AC Milan, care se deplasa la Madrid. Avionul a decolat din Barcelona la ora 14:50, urmând să zboare deasupra orașelor Cap de Creus, Toulon, Nisa, Albenga și Savona.
Vremea în zona din apropierea orașului Torino era foarte rea; vizibilitatea la aeroport era de 1.200 m cu nori la altitudinea de 400 m. De la Savona, avionul a luat direcția nord către Torino, unde urma să sosească în aproximativ 30 de minute. La ora 16:55, aeroportul Aeritalia din Torino i-a informat pe piloți de condițiile meteorologice: nori denși la joasă înălțime, ploaie deasă, vânt puternic în rafale de la sud-vest, vizibilitate orizontală foarte scăzută (40 metri). Turnul de control a solicitat și el să i se comunice poziția aeronavei. După câteva minute de tăcere, la 16:59 a primit răspunsul: „Quota 2.000 metri. QDM su Pino, poi tagliamo su Superga.”.
La apropierea de Torino, aeronava a zburat pe vreme de furtună și a avut parte de ceață și vizibilitate scăzută. Ea a fost forțată să coboare la o altitudine mai mică pentru a avea o vizibilitate mai bună. La nord de Pino Torinese, care se află între Chieri și Baldissero Torinese, se află dealul Superga cu o altitudine de 672 de metri și pe care este o bazilică. La ora 17:03, avionul a făcut un viraj stânga și s-a aliniat, pregătindu-se pentru aterizare. Vântul avea o viteză de 180 km/h, iar vizibilitatea era redusă la numai 40 de metri. Pilotul, care credea că avea dealul Superga în dreapta lui, a virat avionul spre stânga. Aeronava s-a lovit de zidul din spate al complexului Bazilicii din Superga, aflate pe vârful unui deal, la o distanță de 8 km de Torino. La ora 17:05, turnul de control a încercat să ia legătura cu avionul, dar nu a primit niciun răspuns. Autoritățile italiene au citat vremea rea cu nori la joasă altitudine, legătura radio slabă și o eroare de navigație ca factori care au contribuit la producerea accidentului. Au murit în acel accident 18 jucători, 3 oficiali ai clubului, 2 antrenori, 3 jurnaliști și un interpret. La înmormântarea victimelor accidentului a participat aproape un milion de persoane. 
Pereții bazicilii, distruși în urma impactului, sunt încă vizibili, deoare s-a decis ca ei să nu mai fie reconstruiți. Tragicul eveniment este menționat într-un muzeu din interiorul clădirii și pe o placă de pe partea din spate. În fiecare an, la data de 4 mai, se oficiază o liturghie în memoria victimelor. 
Impactul emoțional al accidentului aviatic a fost profund în rândul fanilor italieni, deoarece jucătorii care au murit făceau parte dintr-o echipă legendară care câștigase ultimul titlu de campioană a Italiei (din Serie A) de dinaintea întreruperii campionatului în 1944 în urma celui de-Al Doilea Război Mondial și care revenise apoi după război și câștigase patru titluri consecutive (1946–1949).
La momentul accidentului, Torino A.C. se afla pe locul I în Serie A, mai având de jucat doar patru meciuri până la finalul campionatului. Clubul a trimis pe teren echipa sa de tineret (denumită Primavera) și, în semn de respect, cluburile adversare din aceste meciuri (Genoa, Palermo, Sampdoria și Fiorentina) au jucat tot cu echipele de tineret. Echipa de tineret a clubului Torino A.C. a câștigat toate aceste meciuri, precum și titlul de campioană a Italiei („lo scudetto”). Dezastrul aviatic a slăbit mult echipa națională de fotbal a Italiei care includea 10 jucători de la Torino A.C. Clubul torinez nu a mai obținut niciun titlu de campioană până în 1976.
Din întreaga echipă au rămas doar trei jucători: Sauro Tomà a ratat deplasarea în Portugalia din cauza unei accidentări. De asemenea, jucătorul maghiar László Kubala, care trebuia să o ofere o reprezentație ca invitat la Lisabona, tocmai se reunise cu soția și cu fiul său; băiatul era bolnav și Kubala a rămas să-l îngrijească, lipsind de la călătoria fatală. Un alt jucător al echipei de tineret, Luigi Giuliano, care a jucat în mai multe meciuri și a marcat 4 goluri în partidele anterioare de campionat, nu a obținut pașaportul la timp și a supraviețuit.
Fiul căpitanului Valentino Mazzola, Sandro, a devenit un fotbalist de faimă internațională la rândul său în anii '60 ai secolului al XX-lea, jucând la Inter Milano. Atât tatăl, cât și fiul, au purtat pe tricou numărul 10.
La 26 mai 1949 a avut loc un meci de caritate pentru familiile victimelor între „Torino Simbolo” (simbolicul Torino), format din cei mai buni jucători din Serie A, și echipa argentiniană River Plate. „La Maquina” a aliniat pe teren jucători celebri ca Norberto Yacono, Alfredo di Stefano și Angel Labruna. Meciul s-a terminat cu scorul de 2-2.

## Victime
| Jucători - Valerio Bacigalupo - Aldo Ballarin - Dino Ballarin - Milo Bongiorni - Eusebio Castigliano - Rubens Fadini - Guglielmo Gabetto - Ruggero Grava - Giuseppe Grezar - Ezio Loik - Virgilio Maroso - Danilo Martelli - Valentino Mazzola - Romeo Menti - Piero Operto - Franco Ossola - Mario Rigamonti - Julius Schubert | Oficiali ai clubului - Arnaldo Agnisetta, manager - Ippolito Civalleri, manager - Egri Erbstein, director tehnic - Leslie Lievesley, antrenor - Ottavio Corina, masor Jurnaliști - Renato Casalbore, (fondatorul Tuttosport) - Luigi Cavallero, (La Stampa) - Renato Tosatti, (Gazzetta del Popolo) Echipaj - Pierluigi Meroni, comandant - Antonio Pangrazi - Celestino D'Inca - Cesare Biancardi Alții - Andrea Bonaiuti, interpret |  |

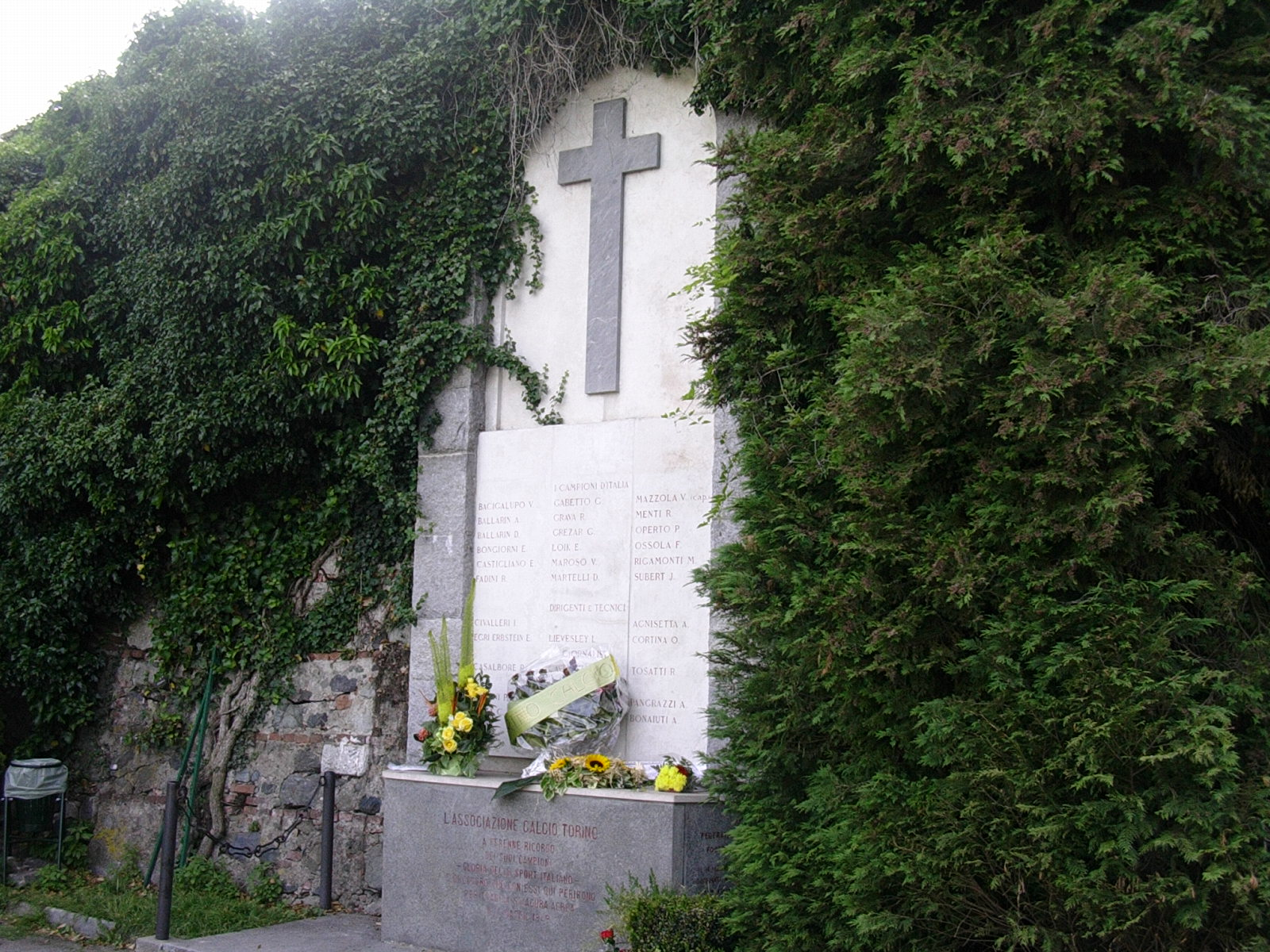
Monumentul ridicat în memoria victimelor accidentului la Bazilica din Superga.